# 9.ª edición de los Crunchyroll Anime Awards
La 9.ª edición de los Crunchyroll Anime Awards se llevó a cabo el 25 de mayo de 2025 en el salón de banquetes principal del Grand Prince Hotel New Takanawa en Tokio, Japón. Fue presentado por Sally Amaki y Jon Kabira, quienes presentaron las dos ceremonias anteriores. Según se anunció durante el panel de industria de Crunchyroll en la CCXP 2024 en São Paulo, Brasil, las series de anime estrenadas entre octubre de 2023 y diciembre de 2024 son elegibles para esta edición. Crunchyroll también indicó que las futuras ediciones incluirán series de anime estrenadas entre enero y diciembre. Esta edición contó con 32 categorías, incluyendo las nuevas categorías de Mejor Arte de Fondo, Mejor Anime Isekai y Mejor Interpretación de Voz (Hindi). Las categorías se anunciaron el 6 de diciembre. Los nominados se anunciaron el 3 de abril, primer día de votación pública, que se extendió hasta el 14 de abril. Los presentadores de la ceremonia del 25 de mayo se anunciaron el 3 de abril e incluyeron presentadores como el ícono del drag pop brasileño y músico Pabllo Vittar, el actor canadiense Finn Wolfhard y el dúo japonés Chocolate Planet, con el CEO de Sony Group Corporation, Kenichiro Yoshida, quien dio un discurso de apertura.

## Ganadores y nominados
Dandadan recibió la mayor cantidad de nominaciones con 22, seguido de Sōsō no Frieren con 20, y Kaiju No. 8 y Dungeon Meshi con 16. Las cuatro series de anime fueron nominadas a Anime del año, junto con Solo Leveling y Los diarios de la boticaria. Todos los nominados a Anime del Año, excepto Los diarios de la boticaria, también fueron nominados en la categoría de Mejor Animación, junto con Kimetsu no Yaiba: Hashira Geiko-hen; sin embargo, todos los nominados a Anime del Año fueron series nuevas. One Piece fue nominada en la categoría de Mejor Serie Continua por tercer año consecutivo, junto con Kimetsu no Yaiba: Hashira Geiko-hen. Akira Matsushima recibió una nominación a Mejor Diseño de Personajes por tercer año consecutivo por su trabajo en Kimetsu no Yaiba: Hashira Geiko-hen. Kensuke Ushio volvió a ser nominado a Mejor Banda Sonora por su trabajo en Dandadan, junto con Yūki Kajiura y Go Shiina por Kimetsu no Yaiba: Hashira Geiko-hen. Atsumi Tanezaki fue nominada en la categoría Mejor Interpretación de Voz (Japonés) por tercer año consecutivo como Frieren.
En cuanto a las categorías de género, Spy × Family fue nominada a Mejor Anime de Comedia por tercer año consecutivo, y Kimetsu no Yaiba: Hashira Geiko-hen a Mejor Acción. Mushoku Tensei: Isekai Ittara Honki Dasu fue nominada a Mejor Anime Isekai, junto con Kono Subarashii Sekai ni Shukufuku wo!, Re:Zero kara Hajimeru Isekai Seikatsu y Tensei Shitara Slime Datta Ken. Oshi no Ko fue nominada nuevamente a Mejor Anime de Drama. En cuanto a personajes, Frieren fue nominada a Mejor Personaje Principal y Personaje “Que siempre debemos proteger”. Dos personajes de Dandadan (Seiko Ayase y Turbo Abuela) y Sōsō no Frieren (Fern y Himmel), fueron nominados a Mejor Personaje Secundario, mientras que Anya Forger de Spy × Family fue nominada en la categoría de Personaje “Que siempre debemos proteger” por tercer año consecutivo. Cinco canciones de anime nominadas a Mejor Canción de Anime también fueron nominadas a Mejor Secuencia de Apertura: "Abyss" de Yungblud, "Bling-Bang-Bang-Born" y "Otonoke" de Creepy Nuts, "Fatal" de Gemn y "LEveL" de SawanoHiroyuki[nZk]:Tomorrow X Together.
Shingeki no Kyojin fue el primer galardonado con el Premio al Impacto Global, que se otorga anualmente para reconocer el trabajo y la visión creativa de la serie de anime que ha transformado la cultura popular. El creador del estudio de animación MAPPA asistió a la ceremonia para recibir el premio.

### Categorías
Indica el ganador dentro de cada categoría, mostrado al principio y resaltado en negritas. A continuación se listan los nominados y ganadores de los Crunchyroll Anime Awards:
| Anime del Año - Solo Leveling — A-1 Pictures - Dandadan — Science Saru - Dungeon Meshi — Trigger - Sōsō no Frieren — Madhouse - Kaiju No. 8 — Production I.G - Los diarios de la boticaria — Tōhō Animation Studio y OLM | Mejor Anime Original - Ninja Kamui — E&H production - Bucchigiri?! — MAPPA - Girls Band Cry — Toei Animation - Yoru no Kurage wa Oyogenai — Doga Kobo - Metallic Rouge — Bones - Shūmatsu Train Doko e Iku? — EMT Squared |
| Mejor Diseño de Personajes - Naoyuki Onda, diseños originales de Yukinobu Tatsu — Dandadan - Akira Matsushima, diseños originales de Koyoharu Gotouge — Kimetsu no Yaiba: Hashira Geiko-hen - Naoki Takeda, diseños originales de Ryōko Kui — Dungeon Meshi - Reiko Nagasawa, diseños originales de Tsukasa Abe — Sōsō no Frieren - Tetsuya Nishio, diseños originales de Naoya Matsumoto — Kaiju No. 8 - Yukiko Nakatani, diseños originales de Tōko Shino — Los diarios de la boticaria | Mejor Animación - Kimetsu no Yaiba: Hashira Geiko-hen — Ufotable - Dandadan — Science Saru - Dungeon Meshi — Trigger - Sōsō no Frieren — Madhouse - Kaiju No. 8 — Production I.G - Solo Leveling — A-1 Pictures |
| Mejor Serie Nueva - Solo Leveling — A-1 Pictures - Dandadan — Science Saru - Dungeon Meshi — Trigger - Sōsō no Frieren — Madhouse - Kaiju No. 8 — Production I.G - Los diarios de la boticaria — Tōhō Animation Studio y OLM | Mejor Serie de Larga Duración - Kimetsu no Yaiba: Hashira Geiko-hen — Ufotable - Bleach: Sennen Kessen-hen - Sōkoku-tan — Pierrot Films - My Hero Academia (temporada 7) — Bones - One Piece — Toei Animation - Oshi no Ko (temporada 2) — Doga Kobo - Spy × Family (temporada 2) — Wit Studio y CloverWorks |
| Mejor Secuencia de Apertura - "Otonoke" de Creepy Nuts, guion gráfico y dirección de Abel Góngora — Dandadan - "Abyss" de Yungblud, dirección de Kohei Nakajima y Hibiki Yoshizaki — Kaiju No. 8 - "Bling-Bang-Bang-Born" de Creepy Nuts, guion gráfico y dirección de Shun Enokido — Mashle: Kami Satoru-sha Kōho Senbatsu Shiken-hen - "Fatal" de Gemn, guion gráfico y dirección de Ryōhei Takeshita — Oshi no Ko (temporada 2) - "LEveL" de SawanoHiroyuki[nZk]:Tomorrow X Together, guion gráfico y dirección de Choi In-seung — Solo Leveling - "Uuuuus!" de Hiroshi Kitadani, guion gráfico y dirección de Megumi Ishitani — One Piece | Mejor Secuencia de Cierre - "Request" de Krage, guion gráfico y dirección de Hiromu Ōshiro — Solo Leveling - "Anta Nante" de Riria., guion gráfico de Minami Kitamura y dirección de Minami Kitamura y Fumiyuki Uehara — Ranma ½ - "Burning" de Hitsujibungaku, guion gráfico y dirección de Naoya Nakayama — Oshi no Ko - "Kamakura Style" de BotchiBoromaru, guion gráfico y dirección de Yuki Yonemuri — Nige Jōzu no Wakagimi - "Nobody" de OneRepublic, guion gráfico y dirección de Toya Ooshima — Kaiju No. 8 - "Taidada" de Zutomayo, guion gráfico de Moko-chan, dirección de Moko-chan y Nick McKergow — Dandadan |
| Mejor Canción de Anime - "Otonoke" de Creepy Nuts — Dandadan - "Abyss" de Yungblud — Kaiju No. 8 - "Bling-Bang-Bang-Born" de Creepy Nuts — Mashle: Kami Satoru-sha Kōho Senbatsu Shiken-hen - "Fatal" de Gemn — Oshi no Ko (temporada 2) - "Level" de SawanoHiroyuki[nZk]:Tomorrow X Together — Solo Leveling - "Yūsha" de Yoasobi — Sōsō no Frieren | Mejor Banda Sonora - Hiroyuki Sawano — Solo Leveling - Shirō Sagisu — Bleach: Sennen Kessen-hen - Sōkoku-tan - Kensuke Ushio — Dandadan - Yūki Kajiura y Go Shiina — Kimetsu no Yaiba: Hashira Geiko-hen - Evan Call — Sōsō no Frieren - Haruka Nakamura — Look Back |
| Mejor Película - Look Back — Studio Durian - Haikyū!! Movie: Gomisuteba no Kessen — Production I.G - Mononoke Movie: Karakasa — EOTA - My Hero Academia: You're Next — Bones - Spy × Family Code: White — Wit Studio y CloverWorks - Kimi no Iro — Science Saru | Mejor Director - Keiichirō Saitō — Sōsō no Frieren - Fūga Yamashiro — Dandadan - Haruo Sotozaki — Kimetsu no Yaiba: Hashira Geiko-hen - Megumi Ishitani — One Piece Fan Letter - Norihiro Naganuma — Los diarios de la boticaria - Yoshihiro Miyajima — Dungeon Meshi |
| Mejor Arte de Fondo - Sōsō no Frieren — Madhouse - Dandadan — Science Saru - Dungeon Meshi — Trigger - Kimetsu no Yaiba: Hashira Geiko-hen — Ufotable - Pluto — Studio M2 - Los diarios de la boticaria — Tōhō Animation Studio y OLM | Mejor Personaje Principal - Sung Jin-woo — Solo Leveling - Frieren — Sōsō no Frieren - Kafka Hibino — Kaiju No. 8 - Ken "Okarun" Takakura — Dandadan - Maomao — Los diarios de la boticaria - Momo Ayase — Dandadan |
| Mejor Personaje Secundario - Fern — Sōsō no Frieren - Himmel — Sōsō no Frieren - Jinshi — Los diarios de la boticaria - Seiko Ayase — Dandadan - Senshi — Dungeon Meshi - Turbo Abuela — Dandadan | Personaje "Que Siempre Debemos Proteger" - Anya Forger — Spy × Family (temporada 2) - Frieren — Sōsō no Frieren - Ken "Okarun" Takakura — Dandadan - Senshi — Dungeon Meshi - Hōjō Tokiyuki — Nige Jōzu no Wakagimi - Yuki Itose — Yubisaki to Renren |
| Mejor Anime de Acción - Solo Leveling — A-1 Pictures - Bleach: Sennen Kessen-hen - Sōkoku-tan — Pierrot Films - Dandadan — Science Saru - Kimetsu no Yaiba: Hashira Geiko-hen — Ufotable - Kaiju No. 8 — Production I.G - Wind Breaker — CloverWorks | Mejor Anime Isekai - Re:Zero kara Hajimeru Isekai Seikatsu (temporada 3) — White Fox - Kono Subarashii Sekai ni Shukufuku wo! (temporada 3) — Drive - Mushoku Tensei: Isekai Ittara Honki Dasu (temporada 2 parte 2) — Studio Bind - Shangri-La Frontier (temporada 2) — C2C - Suicide Squad Isekai — Wit Studio - Tensei Shitara Slime Datta Ken (temporada 3) — 8-Bit |
| Mejor Anime de Comedia - Mashle: Kami Satoru-sha Kōho Senbatsu Shiken-hen — A-1 Pictures - Dungeon Meshi — Trigger - Kono Subarashii Sekai ni Shukufuku wo! (temporada 3) — Drive - Shikanoko Nokonoko Koshitantan — Wit Studio - Ranma ½ — MAPPA - Spy × Family (temporada 2) — Wit Studio y CloverWorks | Mejor Anime de Drama - Sōsō no Frieren — Madhouse - Yubisaki to Renren — Ajia-do Animation Works - Dead Dead Demon's Dededede Destruction — Production +h. - Oshi no Ko (temporada 2) — Doga Kobo - Pluto — Studio M2 - Los diarios de la boticaria — Tōhō Animation Studio y OLM |
| Mejor Anime de Romance - Ao no Hako — Telecom Animation Film - Yubisaki to Renren — Ajia-do Animation Works - Make Heroine ga Ōsugiru! — A-1 Pictures - Ranma ½ — MAPPA - Scott Pilgrim Takes Off — Science Saru - Boku no Kokoro no Yabai Yatsu (temporada 2) — Shin-Ei Animation | Mejor Anime de la Vida Diaria - Make Heroine ga Ōsugiru! — A-1 Pictures - Yuru Camp△ (temporada 3) — 8-Bit - Kyūjitsu no Warumono-san — Shin-Ei Animation y SynergySP - Shikanoko Nokonoko Koshitantan — Wit Studio - Hibike! Euphonium (temporada 3) — Kyoto Animation - Boku no Kokoro no Yabai Yatsu (temporada 2) — Shin-Ei Animation |
| Mejor Interpretación de Voz (Japonés) - Aoi Yūki como Maomao — Los diarios de la boticaria - Atsumi Tanezaki como Frieren — Sōsō no Frieren - Ken'ichi Suzumura como Bravern — Yūki Bakuhatsu Bang Bravern - Shion Wakayama como Momo Ayase — Dandadan - Sayaka Senbongi como Marcille Donato — Dungeon Meshi - Natsuki Hanae como Ken "Okarun" Takakura — Dandadan | Mejor Interpretación de Voz (Inglés) - Aleks Le como Sung Jin-woo — Solo Leveling - AJ Beckles como Ken "Okarun" Takakura — Dandadan - Jessie James Grelle como Armin Arlert — Attack on Titan: The Final Season Part 3 (Especial 2) - Mallorie Rodak como Frieren — Sōsō no Frieren - Sarah Natochenny como Alisa Mikhailovna "Alya" Kujou — Tokidoki Bosotto Russia-go de Dereru Tonari no Alya-san - SungWon Cho como Senshi — Dungeon Meshi |
| Mejor Interpretación de Voz (Árabe) - Hiba Snobar como Anya Forger — Spy × Family (temporada 2) - Basel Al Rifaiey como Loid Forger — Spy × Family (temporada 2) - Julien Chaaya como Yoichi Isagi — Blue Lock (temporada 2) - Lama AlSayyagh como Marcille Donato — Dungeon Meshi - Mohammed Sami como Rin Itoshi — Blue Lock (temporada 2) - Nawar AlMahairi como Laois Touden — Dungeon Meshi | Mejor Interpretación de Voz (Alemán) - Daniel Schlauch como Monkey D. Luffy — One Piece - Felix Kamin como Kafka Hibino — Kaiju No. 8 - Florian Knorn como Ranma Saotome — Ranma ½ - Franciska Friede como Momo Ayase — Dandadan - Jörg Hengstler como Kogoro Mori — Detective Conan Movie 26: Kurogane no Submarine - Magdalena Höfner como Marcille Donato — Dungeon Meshi |
| Mejor Interpretación de Voz (Francés) - Adrien Antoine como Kafka Hibino — Kaiju No. 8 - Audrey Sablé como Naomi Orthmann — Metallic Rouge - Jaynelia Coadou como Momo Ayase — Dandadan - Julien Allouf como Jinshi — Los diarios de la boticaria - Marie Nonnenmacher como Frieren — Sōsō no Frieren - Martin Faliu como Ranma Saotome — Ranma ½ | Mejor Interpretación de Voz (LATAM) - Miguel Ángel Leal como Eren Jaeger — Attack on Titan: The Final Season Part 3 (Especial 2) - Alicia Vélez como Momo Ayase — Dandadan - Desireé González como Maomao — Los diarios de la boticaria - Erika Ugalde como Frieren — Sōsō no Frieren - Luis Leonardo Suárez como Muzan Kibutsuji — Kimetsu no Yaiba: Hashira Geiko-hen - Omar Sánchez como Kafka Hibino — Kaiju No. 8 |
| Mejor Interpretación de Voz (España) - Masumi Mutsuda como Sung Jin-woo — Solo Leveling - Ainhoa Maiquez como Miyo Saimori — Watashi no Shiawase na Kekkon - Clara Schwarze como Akane Tendo — Ranma ½ - Jorge Peña como Senshi — Dungeon Meshi - Mario Ballart como Kafka Hibino — Kaiju No. 8 - Sandra Villa como Frieren — Sōsō no Frieren | Mejor Interpretación de Voz (Portugués) - Charles Emmanuel como Sung Jin-woo — Solo Leveling - Bruna Laynes como Marcille Donato — Dungeon Meshi - Celso Henrique como Sunraku — Shangri-La Frontier (temporada 2) - Gigi Patta como Maomao — Los diarios de la boticaria - Heitor Assali como Reno Ichikawa — Kaiju No. 8 - Pedro Azevedo como Dot Barrett — Mashle: Kami Satoru-sha Kōho Senbatsu Shiken-hen |
| Mejor Interpretación de Voz (Italiano) - Ilaria Pellicone como Kyomoto — Look Back - Alessandro Pili como Kenma Kozume — Haikyū!! Movie: Gomisuteba no Kessen - Andrea Oldani como Jinshi — Los diarios de la boticaria - Katia Sorrentina como Neia Baraja — Overlord Movie 3: Sei Ōkoku-hen - Martina Felli como Frieren — Sōsō no Frieren - Mattia Bressan como Kafka Hibino — Kaiju No. 8 | Mejor Interpretación de Voz (Hindi) - Lohit Sharma como Satoru Gojo — Jujutsu Kaisen - Abhishek Sharma como Einar — Vinland Saga (temporada 2) - Natasha John como Frieren — Sōsō no Frieren - Rajesh Shukla como Sung Jin-woo — Solo Leveling - Ranjit R Tiwari como Yoichi Isagi — Blue Lock (temporada 2) - Rushikesh Phunse como Kafka Hibino — Kaiju No. 8 |
| Premio al Impacto Global - Shingeki no Kyojin | |
| Fuente: | |

## Estadísticas

### Franquicias de anime con múltiples nominaciones
| Nominaciones | Franquicia de Anime                    |
| ------------ | -------------------------------------- |
| 22           | Dandadan                               |
| 20           | Sōsō no Frieren                        |
| 16           | Dungeon Meshi                          |
| 16           | Kaiju No. 8                            |
| 13           | Los diarios de la boticaria            |
| 13           | Solo Leveling                          |
| 8            | Kimetsu no Yaiba                       |
| 6            | Ranma ½                                |
| 6            | Spy × Family                           |
| 5            | Oshi no Ko                             |
| 4            | Mashle                                 |
| 3            | Yubisaki to Renren                     |
| 3            | Bleach: Sennen Kessen-hen              |
| 3            | Blue Lock                              |
| 3            | Look Back                              |
| 3            | One Piece                              |
| 2            | Shingeki no Kyojin                     |
| 2            | Boku no Kokoro no Yabai Yatsu          |
| 2            | Nige Jōzu no Wakagimi                  |
| 2            | Haikyū!! Movie: Gomisuteba no Kessen   |
| 2            | Kono Subarashii Sekai ni Shukufuku wo! |
| 2            | Make Heroine ga Ōsugiru!               |
| 2            | Metallic Rouge                         |
| 2            | Shikanoko Nokonoko Koshitantan         |
| 2            | My Hero Academia                       |
| 2            | Shangri-La Frontier                    |
| 2            | Pluto                                  |

### Franquicias de anime con múltiples victorias
| Nominaciones | Franquicia de Anime |
| ------------ | ------------------- |
| 8            | Solo Leveling       |
| 4            | Sōsō no Frieren     |
| 3            | Kimetsu no Yaiba    |
| 3            | Dandadan            |
| 2            | Shingeki no Kyojin  |
| 2            | Look Back           |
| 2            | Spy × Family        |